# Phoenix Corporate Center
Phoenix Corporate Tower (anteriormente conocido como First Federal Savings Building ) es un edificio de oficinas de gran altura de 26 pisos en Phoenix, en el estado de Arizona (Estados Unidos). Fue construido en 1965 y diseñado en estilo internacional. La torre se construyó dos millas al norte del centro de Phoenix en el Corredor Central. En ese momento, la inversión corporativa desvió su atención del centro. Fue el edificio más alto de Phoenix hasta la construcción del Wells Fargo Plaza en 1971.

## Historia
Cuando Phoenix Corporate Center se construyó originalmente, todas las ventanas orientadas al norte y al sur tenían balcones. Había siete columnas que se extendían desde la planta baja hasta la parte superior donde formaban una serie de arcos. Cada columna unida visualmente a su columna vecina. También había un ascensor de cristal en el alzado occidental, que servía al último piso.
En 1990, la empresa de desarrollo con sede en San Francisco The Krausz Companies, Inc. compró lo que entonces se llamaba Prudential Plaza y emprendió un ambicioso reposicionamiento de la torre de oficinas casi vacía. Se quitaron los balcones y se reinstaló el vidrio al ras del borde de la losa, ampliando sustancialmente el espacio interior alquilable en cada piso. Además, se eliminaron varias columnas verticales en las fachadas norte y sur, lo que le dio al edificio una apariencia más suave y moderna. El ascensor Skylift ya no funciona.
En junio de 2013, la propiedad estaba programada para ejecución hipotecaria. Colony Capital compró la hipoteca garantizada por la propiedad en 2013. El edificio estaba en suspensión de pagos con Trident Pacific Real Estate y Colony cerró el edificio hacia fines de año. Colony ha realizado mejoras significativas a la propiedad, que incluyen: renovar el vestíbulo, pintar el exterior y construir un centro de mercadeo.